# 大桥正教
大橋正教（日语：／ Ōhashi Masanori，1964年12月7日—），日本男子摔跤运动员。他曾代表日本参加亚洲摔跤锦标赛，获得一枚金牌和一枚银牌。他也曾参加1992年夏季奥林匹克运动会。